# Tallöl
Tallöl (vom schwed.: tall = Kiefer), auch bekannt als flüssiges Kolophonium, ist ein öliges Stoffgemisch, welches als wichtigstes Nebenprodukt bei der Herstellung von Zellstoff (genauer: Sulfat-Zellstoff, vor allem mit Kiefernholz) anfällt. Es handelt sich um eine schwarz-gelbe Flüssigkeit, die sich vor allem aus Fettsäuren (etwa 42 bis 55 %) und Harzsäuren (etwa 33 bis 47 %) sowie Sterinen und anderen Stoffen zusammensetzt. Die Zusammensetzung variiert aufgrund der Herkunft aus harzhaltigen Hölzern sehr stark. Trotz des pflanzlichen Ursprungs handelt es sich nicht um ein Pflanzenöl.

## Herstellung

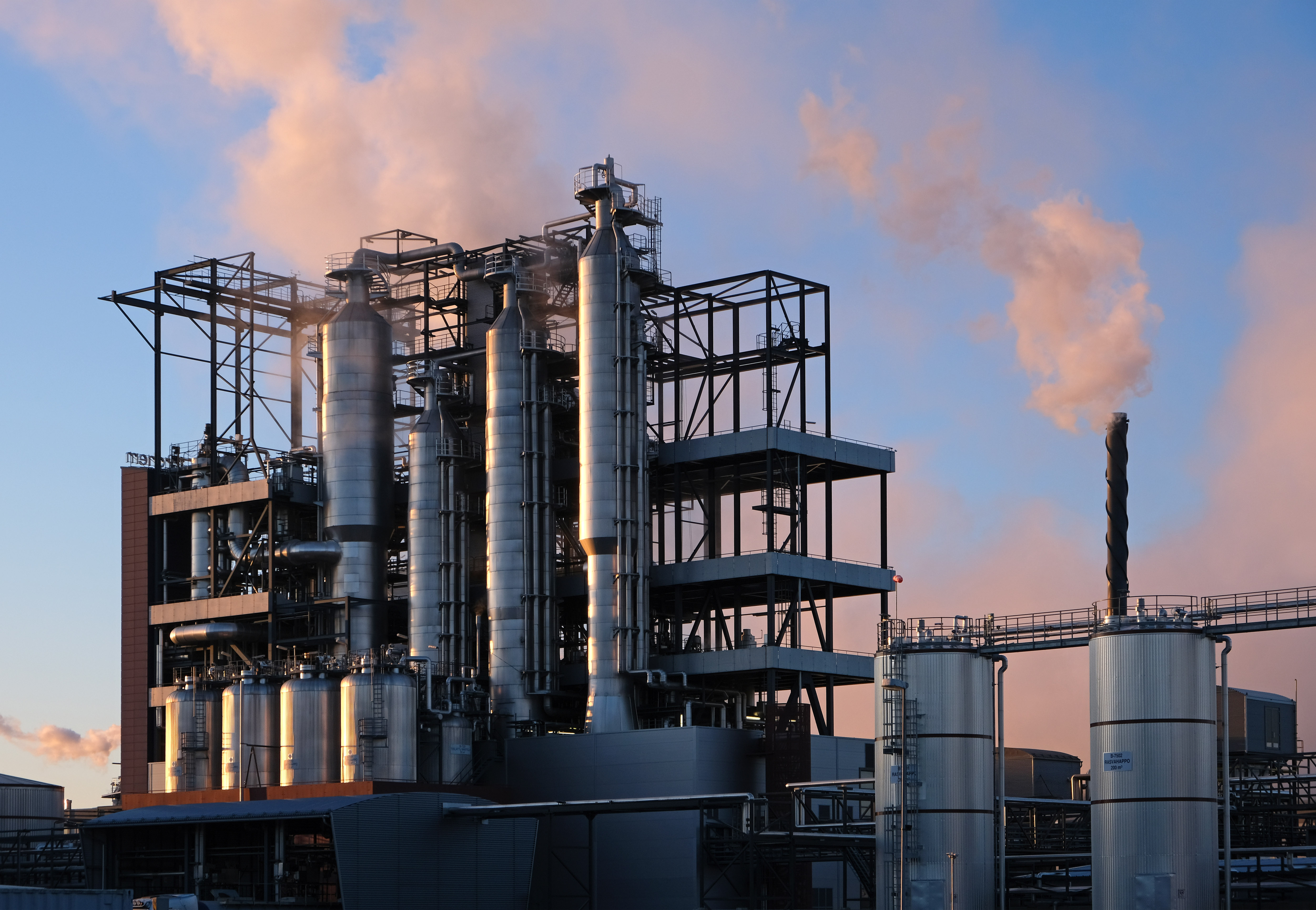
Tallölraffinerie der Forchem in Rauma, Finnland

Tallöl ist ein Nebenprodukt der Zellstoffindustrie, es enthält die bei der Zellstoffkochung freiwerdenden Extraktstoffe des Holzes. 

### Rohstoff
Neben den Hauptbestandteilen, Cellulose, Hemicellulose und Lignin, enthält Holz etwa zwischen 1 und 3 Prozent Harze. Dabei werden verschiedene Harztypen unterschieden: Das in den sogenannten Parenchymzellen enthaltene Harz besteht aus Triglyceriden, Fettsäuren, Harzsäuren, Sterolen und Sterolestern und dient der Speicherung von Nährstoffen. Das in den radialen Harzgängen vorliegende Harz dagegen besteht vor allem aus Harzsäuren und Terpenen und dient dem Wundverschluss bei Verletzung der Baumrinde. 
Das traditionelle Verfahren zur Gewinnung von Harz aus Bäumen durch Anritzen der Rinde (Harzen) gewinnt praktisch ausschließlich das Harz aus den Harzgängen. Im Gegensatz dazu wird bei der Zellstofferzeugung mittels des Sulfatprozesses das gesamte Harz gewonnen, also auch der Anteil aus den Parenchymzellen. Dementsprechend enthält das aus der Zellstofferzeugung stammende Harz neben den Harzsäuren auch Fettsäuren und Sterole.

### Verfahren
Die Harze fallen bei der Zellstofferzeugung als Seifen, den sogenannten Tallseifen, in der Schwarzlauge an und werden als solche abgeschieden. Aus diesen Tallseifen wird im ersten Schritt durch Zugabe von Schwefelsäure das Rohtallöl als schwarze, zähe Flüssigkeit abgeschieden. Rohtallöl besteht je nach Herkunft aus 20 bis 65 Prozent Harzsäuren, 15 bis 55 Prozent Fettsäuren und 5 bis 30 Prozent unverseifbaren Anteilen. Die Gewinnung von Rohtallöl kann kontinuierlich oder diskontinuierlich erfolgen, die Ausbeute beträgt zwischen 30 und 40 kg/t Zellstoff.

## Weiterverarbeitung und Verwendung
Rohtallöl als solches hat nur beschränkte Anwendung, zum Beispiel als Emulgatorzusatz. Industriell bedeutender sind die durch Fraktionierung aus dem Rohtallöl hergestellten Produkte, vor allem Fettsäuren und Harzsäuren. 

### Fraktionierung
Für die Fraktionierung gibt es extraktive und destillative Verfahren, wobei sich aber nur die destillativen Verfahren durchgesetzt haben. Die Ansprüche an die Destillation sind hoch, zumal die Produkte einen hohen Siedepunkt aufweisen und gleichzeitig zur Zersetzung und Polymerisation neigen. Weiters stellt das Ausgangsmaterial durch die enthaltenen Säuren und Schwefelverbindungen und die damit verbundene Korrosivität hohe Anforderungen an die Werkstoffe für die Destillationsanlagen.

### Destillation und Raffination
Das unbehandelte Tallöl kann zu Tallharz mit einem Kolophonium-Anteil von 10 bis 35 Prozent bei Temperaturen zwischen 200 und 285 °C destilliert werden, eine nachfolgende Raffination ergibt Fraktionen der Tallöl-Fettsäuren mit einem Kolophonium-Anteil von 1 bis 10 Prozent. Typische Tallöl-Fettsäure-Fraktionen enthalten etwa 1 bis 3 % gesättigte Fettsäuren und einen sehr hohen Anteil ungesättigter Fettsäuren. Der Anteil der Linolsäure und (wenig) Linolensäure liegt bei 45 bis 65 %, Ölsäure ist zu 25 bis 45 % enthalten.

### Produkte: Fettsäuren
Die Produkte aus der Tallöldestillation finden in der weiterverarbeitenden Industrie vielfältig Verwendung; Tallölfettsäuren (TOFA) können in der Regel für die gleichen Zwecke verwendet werden wie Fettsäuren anderer Herkunft. Sie enthalten unter anderem ungesättigte Fettsäuren (z. B. Ölsäure) und sind somit eine kostengünstige Quelle für Fettsäuren mit niedrigem Siedepunkt. So finden sie als Alternative zu den Talgfettsäuren (aus tierischen Produkten) Anwendungen in Seifen. Daneben gibt es Anwendungen, bei denen Tallölfettsäuren konkurrenzlos sind, zum Beispiel wird in Europa ein Großteil dieser Fettsäuren als Lackrohstoffe verwendet. Tallölfettsäure enthält nur wenig Linolensäure, was ein Vergilben von weißen Farbstoffen (wie es bei Fettsäuren aus anderer Herkunft vorkommt) verhindert. Weitere Produkte aus Tallölfettsäuren sind Polyamidharze für die Druck- und Klebstoffindustrie und Epoxidharze.

### Produkte: Tallharz

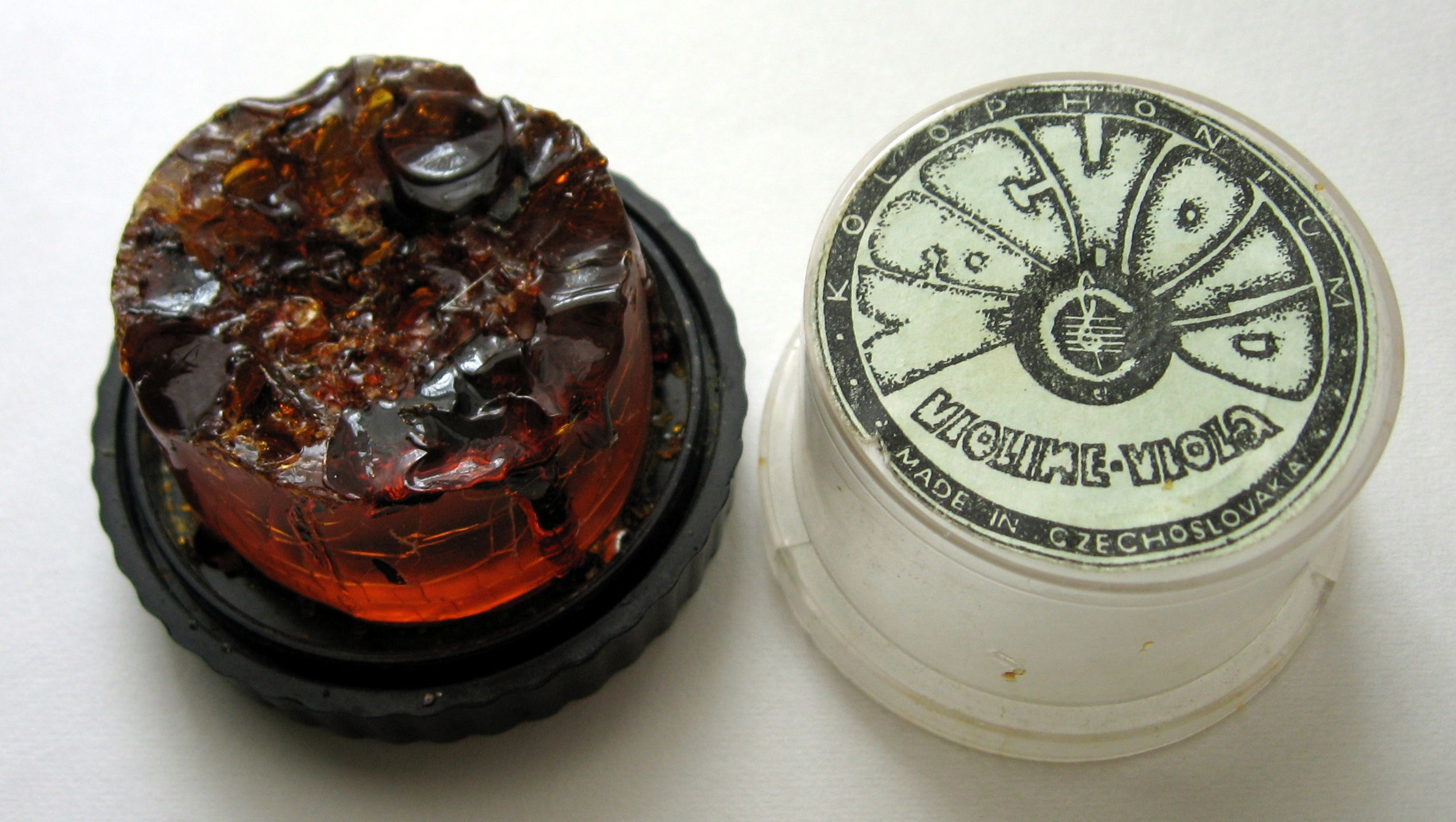
Kolophonium für Streichinstrumente

Tallharz als Ersatz für das direkt aus Baumharz gewonnene Kolophonium wird zudem analog dem Balsamharz verwendet. Ein wesentlicher Teil des Tallharzes geht in die Herstellung von Papierleimungsmitteln auf Naturharzbasis. Dabei werden die Harzsäuren, nachdem sie mit Fumarsäure oder Maleinsäureanhydrid nach dem Reaktionstypus einer Diels-Alder-Addition umgesetzt wurden, durch Dispergierung mit Natronlauge und Emulgator in eine etwa dreißigprozentige Dispersion übergeführt. Diese Dispersionen werden in der Papierproduktion eingesetzt, um das Wasseraufnahmevermögen des Papiers einzustellen. Dadurch wird die Beschreib- und Bedruckbarkeit des Papiers verbessert.
Außerdem werden große Mengen Tallharz für Klebstoffe und Druckfarben verwendet. Ein weiterer Verbraucher ist die Gummiindustrie, wo Tallharze als Emulgiermittel bei der Herstellung von synthetischem Kautschuk verwendet werden. Außerdem werden verhältnismäßig geringe Mengen für die Herstellung von Kaugummi verwendet. Als Imprägnierung für Holzfußböden findet es zudem in Holzölen Verwendung, ebenso in Holzlasuren. Weitere Anwendungen gibt es im Bereich der Bauchemie, zum Beispiel als Luftporenbildner in Beton. Tallpech wird zunehmend als Ersatz für Bitumen bzw. als emulgierender Zusatzstoff in Asphalt eingesetzt; es enthält im Gegensatz zu Bitumen keine polycyclischen Aromaten. Tallpech wird auch für gefärbte Asphalte, Fugenmassen, Dichtmassen, Betonemulgatoren verwendet.